# Ronnie Hellström
Folke Ronnie Wallentin Hellström, född 21 februari 1949 i Malmö, men flyttade till Stockholm i ung ålder. död 6 februari 2022, var en svensk fotbollsspelare (målvakt) på landslagsnivå. Hellström vann Guldbollen både 1971 och 1978, och han anses ha varit en av Sveriges bästa målvakter genom tiderna.

## Karriär

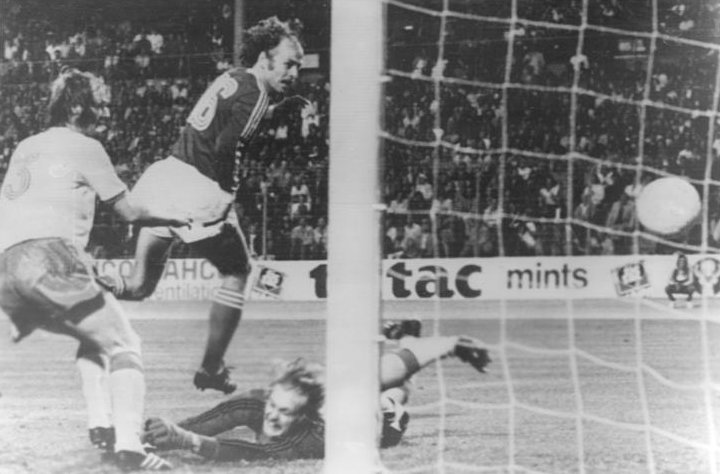
Ronnie Hellström (liggande), 1974.

### Ungdomsåren
Ronnie Hellström växte upp på Flensburgsgatan i Malmö, och Pappa Rolf var målvakt i Division 3-laget Sofielund. Som 13-åring flyttade Hellström till Stockholm.   Han spelade tidigt i Hammarbys A-lag, och debuterade i seriespel 1966 mot Avesta i Division 2. 1967 var Hellström 18 år och fick ta över som förstemålvakt i Hammarby. 
Han debuterade i fotbollslandslaget redan den 1 augusti 1968 som 19-åring i en träningslandskamp på Ullevi mot Sovjetunionen.  Vid sidan av fotbollen arbetade han som inköpare.

### Landslaget
Hellström spelade öppningsmatchen mot Italien i VM 1970 men agerade olyckligt vid Italiens segermål och ställdes över i de två resterande matcherna. I mål stod istället Örebro SK:s Sven-Gunnar Larsson. Efter VM revanscherade sig Hellström och fick för första gången Guldbollen 1971. Han spelade sex matcher under det framgångsrika VM:et 1974 och Sveriges tre matcher gruppspelet i VM-slutspelet 1978 i Argentina där Sverige inte gick vidare till kvartsfinal.
Han tillhörde toppskiktet bland målvakter under 1970-talet, inte minst vid VM i fotboll 1974 då Sverige kom femma. Såväl vid VM 1974 som 1978 var han en av VM:s bästa målvakter. Hellström tillhör definitivt 1970-talets största svenska fotbollsspelare tillsammans med Björn Nordqvist, Ove Kindvall, Bo Larsson, Roland Sandberg och Ralf Edström. Han vann Guldbollen både 1971 och 1978 och utmärkte sig som specialist på reflexräddningar.
Hellströms sista landskamp blev VM-kvalmatchen mot Skottland den 10 september 1980.

### Proffskarriär

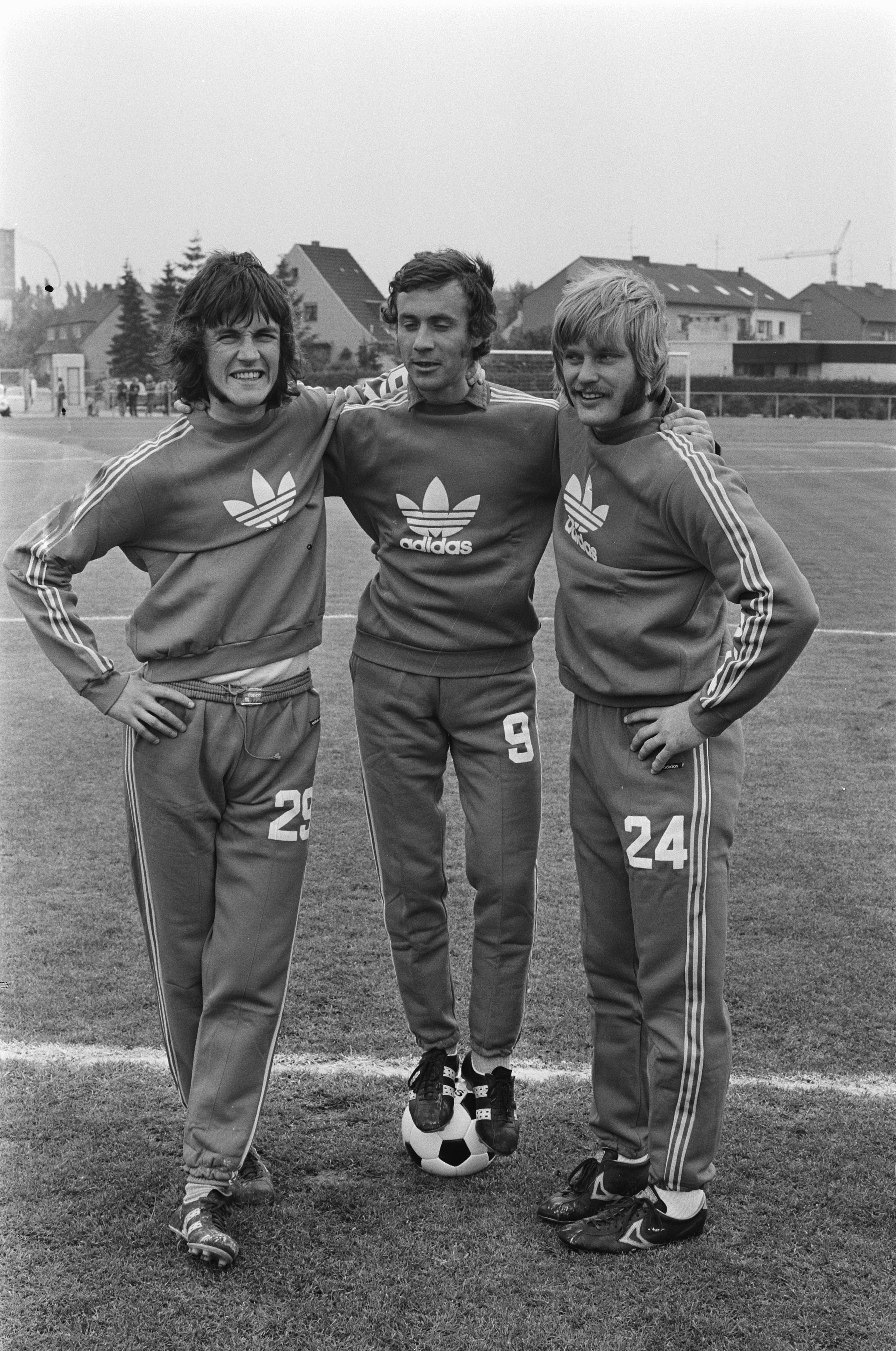
Ralf Edström, Ove Kindvall, Ronnie Hellström (1974)

Strax före VM 1974 blev han proffs i FC Kaiserslautern, där han blev en uppskattad och lojal målvakt under många år. Om Ronnie Hellström hade väntat med proffsplanerna till efter VM 1974, hade proffsklubbarna stått i kö och han hade förmodligen hamnat i en av de största europeiska klubbarna.
Sitt val att skriva på före VM är dock inget Hellström själv ångrat. Det blev totalt tio år i Kaiserslautern. Ronnie Hellström är den enda spelaren hittills som fått en avtackningsmatch i tyska Bundesliga, trots att han inte uppfyllt kriterierna (han hade uppfyllt alla krav utom att vara tysk medborgare). När han slutade spela avtackades han med en avskedsmatch inför 35 000 åskådare 24 april 1984. Matchen sändes även i svensk tv, viket var ovanligt för den tiden och han hade även en egen fanclub.
De bästa placeringarna i Bundesliga under åren i Kaiserslautern blev trea (1979 och 1980). Laget nådde även den tyska cupfinalen (1976 och 1981) samt semifinal i UEFA-cupen 1982. Hellström blev klubbkamrat med Torbjörn Nilsson de två sista säsongerna till sommaren 1984.

### Senare karriär
I Allsvenskan 1988 fick Hellström göra ett inhopp för GIF Sundsvall, när både ordinarie målvakt och reservmålvakt var skadade, och höll nollan. Då var han 39 år, 7 månader och 18 dagar gammal.
Hellström har senare arbetat som målvaktstränare i Hammarby IF och Malmö FF. 
År 2017 publicerades Tore S. Börjessons biografi "Ronnie - bäst i världen" av Idrottsförlaget, och 2019 blev den översatt till tyska och fick namnet ”Ronnie – der Fliegende Wikinger” (Ronnie – den flygande vikingen).

### Familj
Ronnie Hellström är far till Erland Hellström, som också varit målvakt i Hammarby.

## Meriter
- VM-turneringar: 1970, 1974, 1978
- Guldbollenvinnare: 1971, 1978
- Invald i Svensk fotbolls Hall of Fame som nummer 46 vilket är inrättat av Sveriges Fotbollshistoriker & Statistiker och stöds av Svenska Fotbollförbundet.